# Leave a Whisper
Leave a Whisper  es el primer álbum de la banda de hard rock Shinedown. El álbum fue lanzado el 27 de mayo de 2003, yendo bien debido al éxito de los sencillos "Fly from the Inside" y "45". La grabación tuvo lugar en Henson Recording Studios y The Blue Room, tanto en Los Ángeles, California. Leave a Whisper fue el éxito el segundo álbum de Shinedown, Us and Them, y fue relanzado el 15 de junio de 2004, para incorporar una cubierta versión de Lynyrd Skynyrd "Simple Man", así como "Burning Bright (Sanford Mix)" y "45 (Acoustic)". Singles del álbum también les fue bien, "Fly from the Inside" alcanzando el número 5, "45" alcanzando el número 3, "Simple Man" alcanzando el número 5, y "Burning Bright" alcanzando el número 2 en la de EE. UU. Mainstream Rock lista. Leave a Whisper es segundo álbum más vendido de Shinedown. El 17 de agosto de 2004, el álbum fue certificado oro por 500.000 copias vendidas, y el 21 de octubre de 2005, el álbum había vendido 1 millón de copias en los EE. UU., y fue certificado platino por la RIAA.

## Lista de canciones
| N.º | Título                | Música                                | Duración |  |
| 1.  | «Fly from the Inside» | Brent Smith, Bob Marlette             | 3:55     |  |
| 2.  | «Left Out»            | Smith, Brad Stewart, Jasin Todd       | 3:51     |  |
| 3.  | «Lost in the Crowd»   | Smith, Rick Beato                     | 3:58     |  |
| 4.  | «No More Love»        | Smith, Marlette, Todd, Tony Battaglia | 3:46     |  |
| 5.  | «Better Version»      | Smith, Marlette, Stewart              | 3:45     |  |
| 6.  | «Burning Bright»      | Smith, Battaglia                      | 3:46     |  |
| 7.  | «In Memory»           | Smith, Beato, Stewart                 | 4:04     |  |
| 8.  | «All I Ever Wanted»   | Smith, Stewart, Todd                  | 4:12     |  |
| 9.  | «Stranger Inside»     | Smith, Beato                          | 4:01     |  |
| 10. | «Lacerated»           | Smith, Battaglia, Stewart, Todd       | 4:00     |  |
| 11. | «Crying Out»          | Smith, Marlette, Todd                 | 3:34     |  |
| 12. | «45»                  | Smith, Battaglia                      | 4:09     |  |

Bonus Tracks
| The Sanford Sessions: enhanced edition bonus tracks1 |                                     |          |  |
| N.º                                                  | Título                              | Duración |  |
| 13.                                                  | «Simple Man» (Lynyrd Skynyrd cover) | 5:20     |  |
| 14.                                                  | «Burning Bright» (Sanford Mix)      | 3:44     |  |
| 15.                                                  | «45» (Acoustic)                     | 4:34     |  |

Deluxe Edition
| Deluxe edition bonus tracks2 |                                              |          |  |
| N.º                          | Título                                       | Duración |  |
| 16.                          | «Simple Man» (Rock version)                  | 4:25     |  |
| 17.                          | «Leave a Whisper» (Leave a Whisper sessions) | 3:36     |  |
| 18.                          | «Start Over» (Leave a Whisper sessions)      | 4:32     |  |
| 19.                          | «Soon Forgotten» (Demo)                      | 3:33     |  |
| 20.                          | «No More Love» (Demo)                        | 3:46     |  |
| 21.                          | «Falling Fearless» (Demo)                    | 4:39     |  |
| 22.                          | «Left Out» (Demo)                            | 3:36     |  |
| 23.                          | «Emptiness Man» (Demo)                       | 2:51     |  |
| 24.                          | «Notice Me» (Demo)                           | 4:03     |  |
| 25.                          | «Fly from the Inside» (Live acoustic)        | 3:59     |  |

## Posición
Álbum
| Listas | Ventas    | RIAA certification | Ventas globales |
| US     | Ventas    | RIAA certification | Ventas globales |
| ------ | --------- | ------------------ | --------------- |
| 53     | 1 255 293 | Platino            | 1 500 000+      |

Sencillos
| Año  | Canción               | US   | US Alt. | US Main. |
| ---- | --------------------- | ---- | ------- | -------- |
| 2003 | "Fly from the Inside" | —    | 34      | 5        |
| 2003 | "45"                  | —    | 12      | 3        |
| 2004 | "Simple Man"          | —    | 40      | 5        |
| 2004 | "Burning Bright"      | 107* | 22      | 2        |

- Burning Bright alcanzó # 7 en la tabla 100 Bubbling Under Hot.

## Personal
- Brent Smith - voces
- Jasin Todd - guitarras, lap steel, theremin, sitar
- Brad Stewart - guitarra baja
- Barry Kerch - tambores y percusión